# Top Gun (film, 1955)
Pour les articles homonymes, voir Top Gun.
Pour plus de détails, voir Fiche technique et Distribution.
Top Gun est un film américain réalisé par Ray Nazarro, sorti en 1955.

## Synopsis
Rick Martin rentre chez lui à Casper, dans le Wyoming, où il est indésirable en raison de sa réputation de tireur d'élite. Il a quelques amis en ville, dont le maréchal Bat Davis et le propriétaire de l'hôtel Jim O'Hara. Alors que Rick visite la tombe de sa mère, il remarque un marqueur à côté de la sienne avec son nom dessus. Il y a aussi une tombe ouverte, prête pour lui. Bat arrive et Rick l'informe qu'un hors-la-loi avec lequel ils ont tous les deux chevauché dans le passé, Tom Quentin, et sa bande de quinze hommes sont sur le point de prendre ce qu'ils veulent à Casper. Bat le dit au conseil municipal et essaie de rassembler un groupe. Bien que Rick veuille rester et aider, les fonctionnaires insistent pour qu'il quitte la ville à minuit. Rick se rend au ranch de son ancienne amoureuse, Laura Mead, pour lui demander de l'épouser et de déménager en Californie, mais elle est fiancée à un riche membre du conseil, Canby Judd. Rick apprend que sa mère a été escroquée de son ranch par Judd et assassinée par lui. Après une bagarre, Judd engage le tireur Lem Sutter pour tendre une embuscade à Rick, mais lorsque Sutter finit par mourir et que Judd ment sur la façon dont cela s'est passé, Bat n'a d'autre choix que de placer Rick en état d'arrestation. Bat essaie de se débarrasser de Quentin sur la piste mais se fait tirer dessus. Les citadins implorent maintenant l'aide de Rick. Il est capable de tuer Quentin dans un combat loyal, et Laura tue Judd alors qu'il est sur le point de tirer sur Rick dans le dos. Rick et Laura font leurs valises et partent pour la Californie.

## Fiche technique
- Titre : Top Gun
- Réalisation : Ray Nazarro
- Scénario : Steve Fisher et Richard Schayer
- Photographie : Lester White
- Musique : Irving Gertz
- Pays de production : États-Unis
- Format : Noir et blanc - 1,37:1 - Mono
- Genre : western
- Date de sortie : 1955

## Distribution
- Sterling Hayden : Rick Martin
- William Bishop : Canby Judd
- Karin Booth : Laura Mead
- James Millican : Marshal Bat Davis
- Regis Toomey : Jim O'Hara
- Hugh Sanders : Ed Marsh
- John Dehner : Tom Quentin
- Rod Taylor : Lem Sutter

Acteurs non crédités
- Florence Auer : Mme Turner
- Tom London : Casey
- Frank O'Connor : Mr Turner
- Denver Pyle : Hank Spencer
- Richard Reeves : Willets
- William Tannen : Torchy
- Herman Hack